# Canan Bayram
Canan Bayram (sinh ngày 11 tháng 2 năm 1966) là một luật sư và chính trị gia người Đức gốc Kurd-Thổ Nhĩ Kỳ. Bà là thành viên của Quốc hội Liên bang Đức thứ 19 (Bundestag). Bà là thành viên của Hạ viện Berlin từ năm 2006 đến năm 2017, khi bà được bầu trực tiếp tại quận bầu cử Berlin Friedrichshain-Kreuzberg - Prenzlauer Berg East trong cuộc bầu cử liên bang năm 2017.

## Đầu đời
Bayram sinh ra ở Malatya, Thổ Nhĩ Kỳ, và lớn lên tại Nettetal và Brüggen ở Đức. Sau đó, cô tốt nghiệp trường trung học ở Bonn và học chính trị và luật tại Đại học Bonn và đã vượt qua kỳ thi luật pháp đầu tiên.

## Sự nghiệp
Sau khi thực tập và vượt qua kỳ thi luật pháp lần thứ hai, Bayram làm luật sư tại các bộ liên bang khác nhau. Từ năm 2003, bà là luật sư ở Berlin-Friedrichshain với trọng tâm là luật lao động và luật gia đình.
Canan Bayram bắt đầu sự nghiệp chính trị của mình bằng cách gia nhập Đảng Dân chủ Xã hội Đức vào năm 1999. Năm 2006, bà được bầu vào Hạ viện Berlin tại Friedrichshain, giành 28% số phiếu bầu trong khu vực. Bà là người phát ngôn của hội nghị thượng đỉnh SPD và là thành viên của Ủy ban về Các vấn đề Hiến pháp, Nội vụ, An ninh và Trật tự, cũng như Uỷ ban Kinh tế, Công nghệ và Phụ nữ. Tháng 5 năm 2009, bà đã rời khỏi SPD và gia nhập Liên minh 90 / Đảng Xanh trong Hạ viện Berlin.
Bayram được tái đắc cử trong các cuộc bầu cử Berlin năm 2011 và 2016 tại quận Friedrichshain-Kreuzberg 5. Bà là người phát ngôn cho chính sách di dân, hội nhập và tị nạn cũng như phát ngôn viên về chính sách pháp lý trong Đảng. Bà cũng là thành viên của Ủy ban Tích hợp, Lao động, Đào tạo nghề và Xã hội, Uỷ ban Nội vụ, An ninh và trật tự, Ủy ban Pháp luật, Hiến pháp, Bảo vệ người tiêu dùng và Chống phân biệt đối xử. Những ưu tiên chính trị của bà là chính sách thị trường lao động, chính sách gia đình, và chính sách trong nước và pháp luật.
Vào ngày 28 tháng 2 năm 2017, Bayram công bố ứng cử. Tại cuộc họp bầu cử vào ngày 11 tháng 3 năm 2017, bà được đề cử làm ứng cử viên Liên minh 90/Đảng Xanh cho quận bầu cử Berlin Friedrichshain-Kreuzberg – Prenzlauer Berg East cho cuộc bầu cử liên bang năm 2017. Trong Liên minh 90/Đảng Xanh ở Berlin từ ngày 16 đến ngày 18 tháng 6 năm 2017, Bayram đã được giới thiệu với một lượng khán giả lớn hơn trên toàn quốc. Trong một bài phát biểu giới thiệu, Bayram đã chỉ trích gay gắt các ứng cử viên chính của đảng Katrin Göring-Eckardt và Cem Özdemir.
Trong cuộc bầu cử liên bang vào tháng 9, Bayram được bầu trực tiếp tại khu bầu cử Berlin Friedrichshain-Kreuzberg - Prenzlauer Berg East với 26,3% số phiếu. Cũng giống như người tiền nhiệm của bà trong khu vực, Hans-Christian Ströbele, Bayram là người duy nhất trong Liên minh 90/Đảng Xanh của Bundestag được bầu trực tiếp và không phải từ danh sách đảng viên.

## Quan điểm chính trị
Sau cuộc xung đột trên đường Riga ở Berlin, Bayram chỉ trích cảnh sát Berlin sau khi người dân phàn nàn về sự hiện diện của một lượng cảnh sát lớn. Bà bị một đảng viên phê bình chỉ trích vì tuyên bố rằng "cảnh sát đã sách nhiễu cư dân địa phương".
Bayram ủng hộ quyền của người thuê nhà và chỉ trích quỹ bất động sản quốc tế rằng bà ấy cảm thấy chỉ quan tâm đến tỷ suất hoàn vốn.
Theo cuộc bầu cử quốc gia năm 2017, Bayram lập luận rằng "liên minh Jamaica sẽ được xem là một liên minh Tây Đức ở phía đông", ghi nhận sự thua thiệt của cả ba bên - Liên minh Dân chủ Kitô giáo / Liên minh Xã hội Kitô giáo (CDU / CSU), Đảng Dân chủ Tự do (FDP), và Đảng Xanh - đã bị ảnh hưởng ở phương Đông.